# Los Calfs
Los Calfs es una serie creada por Changote Kids y Producciones Pedernal. La serie es producida principalmente por medio de la técnica de la sincronización de imágenes de vídeo desde la computadora y juegos de video pregrabados, incluyendo en su composición audio y subtítulos de diálogo. La animación principal se crea mediante el juego de ordenador Los Sims 2, y algunos de los entornos con la ayuda de RollerCoaster Tycoon 3.
La serie mezcla varios géneros entre los que destacan el humor, ciencia ficción, la acción y el suspenso. 
La trama principal trata de la lucha entre el bien y el mal, representado por seres celestiales, humanos y espíritus malvados. Ambos lados intentan hacerse con el poder de una familia de mortales, que son la clave al reino de los Dioses. 
La serie incorpora parodias de varios programas televisivos, videojuegos, actores o cantantes, mezclados entre el desarrollo de la trama. Puede verse la parodia de la cantante infantil Xuxa, interpretando al mismo personaje y el nombre de una entidad comercial, con la única excepción de que en la serie es llamada Shusha. Entre los cameos más destacables se encuentran el grupo de criminalistas de CSI: Las Vegas, Melinda Gordon de la serie Ghost Whisperer, al igual que Xena: la princesa guerrera, La doctora Quinn, Lara Croft del videojuego Tomb Raider, Harry Potter, las t.A.T.u. entre otros.
Los episodios son liberados en línea a través de la web oficial de la serie y el Canal Changotekids en YouTube.

## Argumento
Con la existencia de 3 mundo paralelos y desde una época remota, una lucha entre las fuerzas del bien y el mal inicio, pero es ahora cuando se torna aún más fuerte con la presencia de la Reina Oscura y la existencia de “los humanos legítimos”. Una secta de arcángeles intentará mantener el equilibrio de las Tierras, y hacerse con el poder de una familia mortal de apellido Calf, quienes son la clave al reino de los Dioses Trialiados. Eva, Reina del Inframundo, hará lo posible para aniquilar a cada miembro de la familia, y con ello, utilizar sus almas para abrir el portal al Reino de la Trialianza, con el único fin de reencarnar la extinta raza de los Yamain, conocidos como los descendientes de los ángeles caídos. Los Yamain se convirtieron en seres demoniacos superiores a los humanos, que fueron desterrados de la Tierra por los mismos Dioses.
En la serie existen 3 mundo paralelos: 
La Tierra Eterna, en donde los seres celestiales se encuentran, La Tierra Mortal, básicamente el planeta Tierra, donde los seres humanos habitan, y La Tierra Muerta, también llamada Inframundo, donde los espíritus demoniacos y maldad predominan.
La serie inicia cuando Gordana viaja de regreso a su ciudad natal Rudiment , a través de un tren de pasajeros en compañía de su hermanastro Carlos, pero a mitad del viaje se verá en serios problemas cuando el tren donde viaja caiga por un barranco. La responsable del accidente, Eva. Una vez librados, Gordana y Carlos separan sus caminos y ella vuelve a la casa de su hijo Mónico y nieta Lith. La madre de Siksisio está en planes de dejarle con su padre, es por eso que viajan a Rudiment , donde, en un centro comercial, se reencuentran casualmente con Gordana, familiar de ellos. Ahí mismo y cuando todo parecía marchar bien, ocurre un segundo ataque de Eva, provocado la muerte de los padres de Siksisio. Gordana se hará cargo de él, por lo que lo lleva a vivir con ella, y es por ello, que las riñas comenzarán entre ella y su hijo Mónico. Miriam y Kelvin, al estar endeudados, deciden abandonar su actual hogar e irse a vivir con Gordana. Una vez todos reunidos Eva comenzará a asechar la casa con la ayuda de una extraña individuo que se hace llamar Athan, que al mismo tiempo parece ser el amigo de Miriam. Greggo, el antiguo prometido de Gordana volverá para ajustar cuentas con ella, pues por diversas circunstancias fue acusado de homicidio y llevado a prisión. Justy, el guardián de la familia, será destituida de su cargo por haber permitido el asesinato de varios de ellos. Es por eso que el guardián Monrou hará aparición. Los últimos días, la Ciudad Rudiment será el escenario perfecto para presenciar el surgimiento de Eva en la Tierra y se desatará una lucha por el poder de “los humanos legítimos”. Sin saber claramente lo que deberán hacer, los Calfs se enfrentarán a ella para evitar sus propósitos. 
Se cree que los siguientes escenarios donde se concluirá con la historia de la serie, será una villa rural y una playa idílica situada cerca de Rudiment .

## Lista de Personajes

### Personajes Principales
(Aparecen en paréntesis el nombre común que se les da en la serie)
- Siksisio Calf (Sisisi): Es un niño grosero que insulta y humilla a las personas.[8] Sobrino de Gordana. Su personalidad es extrovertida. Es el personaje principal de la serie, siendo con ello, el punto clave al Reino de la Trialianza.

- Miriam Calf: Miriam es una chica extrovertida y que regularmente se deja llevar por sus impulsos. Aunque es un poco distraída no se deja de nadie y esto hace que su vida sea aún más complicada pues siempre está metida en problemas con la comunidad, ya sean sociales o financieros.[9] Kelvin es su hermano menor y es sobrina de Gordana.

- Gordana Calf (La Gorda): Líder y sostén de la familia. La Gorda es como una madre para todos los Calfs, siempre pone un límite a sus acciones y los aconseja aunque en ocasiones es al revés, ya que con tal de defender sus propios intereses es capaz de todo. Posee una gran personalidad y es muy inteligente.[10]

- Lith Calf: Hija de Mónico y nieta de Gordana.[11] De carácter tenue. Regularmente siempre es ofendida y discriminada por Sisisi y Miriam por el hecho de ser de raza negra.

- Kelvin Calf: Hermano menor de Miriam. Un niño un tanto tranquilo pero muy superficial. Allegado a Sisisi y a Lith.[12]

- Muriss Hooper/Athan: Interpreta a 2 personajes en la serie, Muriss es un chico introvertido y perspicaz[13] mientras que Athan es todo lo contrario, de carácter fuerte y explosivo, de origen demoniaco procedente de la Tierra Muerta y aliado de Eva. A pesar de todo se ve atraído por Miriam.

- Estela Lascano: Es una mujer un tanto interesada, sueña con ser millonaria e intenta destacar en la sociedad, sin embargo no siempre lo conseguirá.[14] Es amiga de Aileen.

- Mónico Calf: Padre de Lith e hijo de Gordana. Es un hombre de valores intachables, ídolo en la sociedad. Malhumorado e hipócrita con la familia. Detesta a Miriam y a Sisisi.

- Justy: Ángel guardián de los Calfs cuya única misión es llevarlos por el camino del bien y evitar que caigan en las tentaciones. Puede notársele su inexperiencia en esto, pero no se intimida ante nada.[15]

- Shingo Shingone: Policía y criminalista del CSI. Compañero de Aileen. Algunos hechos ajenos a él lo llevarán a involucrase con lo sobrenatural.

- Aileen Jade: Integrante del grupo del CSI de Ciudad Rudiment. Posee un amplio sentido de inteligencia y creará un embrollo alrededor de la vida de Los Calfs por el hecho de que ocurren extrañas cosas en torno a ellos.

### Personajes Secundarios
- Karima Calf: Hija de Gordana. Su apariencia física es muy similar a la de la cantante rusa Lena Katina.

- Ileana Volvoka: Es la mejor amiga de Karima con quien forma un dueto cantando canciones muy similares al de dúo musical t.A.T.u.

- Paulina Rosas: Conductora y periodista. Es la encargada del Noticiero A las Seis parodia del noticiero mexicano A las tres. Está inspirada en la conductora Paola Rojas del mismo programa informativo.

- La Maestra Chucha: Es una profesora tacaña y convenenciera del plantel educativo particular Coronel Adalberto Tejada, a donde asisten Sisisi y Lith. Extorsiona a sus alumnos y siempre busca la manera de sacarle el mayor provecho a la situación.

- Monrou: Es un ángel guardián con experiencia. Se le encomienda la misión que a Justy le fue retirada: proteger de a Los Calfs de Eva. Es reservado y un antipático, duro de carácter. Podría considerársele que es el guardián por excelencia de la Tierra Eterna, gracias al gran poder que el posee.

- Bertha: Aparente amiga de Gordana. Se especula que se alió con Greggo, en un intento de estafa. Es la responsable de la muerte de los padres de Gordana. Finalmente es asesinada por el mismo Greggo.

- Sara Calf: Madre de Siksisio y hermana de Gordana. Es asesinada por Eva en el tercer episodio de la serie, cuando la camioneta donde viajaba explota tras el impacto de una bola de fuego.[16]

- Lucianita: Mejor amiga de Lith. Se conocieron en el colegio. De carácter pasivo, por lo que es víctima constante de las jugarretas de la Maestra Chucha.

- Colin: Amigo de Sikisio y Lith. Es el chico popular de la escuela. A pesar de todo, le intimida la Maestra Chucha, y hace todo lo que le ordene.

### Antagonistas
- Eva: Antagonista principal de la serie. Eva representa a la Reina Oscura; dicha de otra manera es Lucifer en versión femenina.

- Athan: De carácter fuerte y de origen demoniaco, procedente de la Tierra Muerta y aliado de Eva. Forma parte de una orden de 4 demonios en el Inframundo, conocida como Los Shehid

- Greggo: Es un hombre que busca venganza por lo ocurrido en el pasado con Gordana. A consecuencia de ello, fue enviado a prisión, donde permaneció muchos años hasta el momento en el que Eva intervino secretamente para liberarlo. Es el responsable de la muerte de varios personajes.

### Cameos
- Xuxa y Paola Rojas aparecen en el segundo episodio teniendo una pelea a mitad de una entrevista en el Noticiero A las Seis.
- Xena: la princesa guerrera aparece mientras Lith ve la serie en el televisor.
- Xuxa y Umbrella Corporation son empresas corporativas que compiten por ser la mejor. Esta última es llamada Lumbrera Corporation en la serie, parodia de la entidad corporativa Umbrella del videojuego Resident Evil.
- Julia Volkova y Lena Katina aparecen en el quinto episodio.
- Jennifer Love Hewitt interpreta a Melinda Gornod parodia de Melinda Gordon, intenta ayudar a un fantasma a cruzar hacia la luz pero Miriam y Kelvin intervienen en sus planes.
- Gil Grissom, Catherine Willows y Warrick Brown aparecen en el octavo episodio a mitad de la escena del crimen en el departamento de Miriam. (En este episodio la opening de la serie fue cambiada por la de CSI en versión de animación).
- Harry Potter, La doctora Quinn y Lara Croft aparecen en la pantalla de una sala de cine, con sus respectivos cortos-películas cada uno. Las escenas más destacables son las de la señorita Croft, de quien fueron recreadas una serie de secuencias que simulaban la película titulada Tomb Reaver parodia del videojuego Tomb Raider.

## Episodios
Anexo:Episodios de Los Calfs

## Premios
La serie participó en el concurso “Top Ten: Series Sims” que se realizó en la página de videos YouTube, donde participaron las 16 mejores series hechas con sims hasta el momento, y compitiendo por posicionarse en la lista del Top 10. Los Calfs obtuvieron el primer puesto al conseguir la mayoría de votos de entre las demás series. 
Un video conmemorativo fue dedicado a la serie por ocupar la primera posición.